# برج دوست
برج دوست مربوط به اواخر دوره صفوی است و در شهرستان صدوق، بخش خضرآباد، شهر ندوشن، محله جولان واقع شده و این اثر در تاریخ ۲۶ اسفند ۱۳۸۶ با شمارهٔ ثبت ۲۲۱۰۵ به‌عنوان یکی از آثار ملی ایران به ثبت رسیده است.